# Edén (película)
Edén es una película de drama y suspenso dirigida por Shyam Madiraju. Tuvo un estreno limitado en Bélgica el 19 de noviembre de 2014. El filme es protagonizado por Ethan Peck, Nate Parker, Jessica Lowndes y el actor mexicano Diego Boneta.

## Sinopsis
Después de que su avión se estrella en la costa de una isla desierta, los miembros restantes de un equipo de fútbol internacional intentan sobrevivir a las duras condiciones de la isla, y la psique de deterioro de sus compañeros de equipo.

## Reparto
- Nate Parker es Slim.
- Ethan Peck es Andreas.
- Jessica Lowndes es Elena.
- Diego Boneta es Arnie.
- James Remar es Coach Defoe.
- Sung Kang es Connie.
- Mario Casas es Felix.
- Eugene Simon es Kennefick.